# Tentative d'assassinat de Chandrika Kumaratunga
La tentative d'assassinat de Chandrika Kumaratunga est survenue le 18 décembre 1999 lorsque le 5e présidente du Sri Lanka Chandrika Bandaranaike Kumaratunga a été blessé dans un attentat à la bombe coordonné. Kumaratunga avait été présidente pendant un mandat et faisait campagne pour son deuxième mandat lors de l'élection présidentielle de 1999. À la sortie de son dernier rassemblement électoral à l'hôtel de ville (en) de Colombo, la capitale du pays, elle a été blessée dans un attentat à l'explosif planifié par les Tigres de libération de l'Îlam tamoul.
Kumaratunga a survécu, mais a été blessée, perdant définitivement la vision de son œil droit en raison de lésions du nerf optique. 34 autres personnes ont été tuées dans l'explosion, et plus de 105 autres ont été blessées. Dans les jours qui ont suivi l'attaque, Kumaratunga a remporté les élections, battant l'actuel président Ranil Wickremesinghe. Elle a prêté serment pour son deuxième mandat le 22 décembre 1999, quelques jours à peine après l'attaque.

## Contexte

### Présidence de Chandrika Kumaratunga

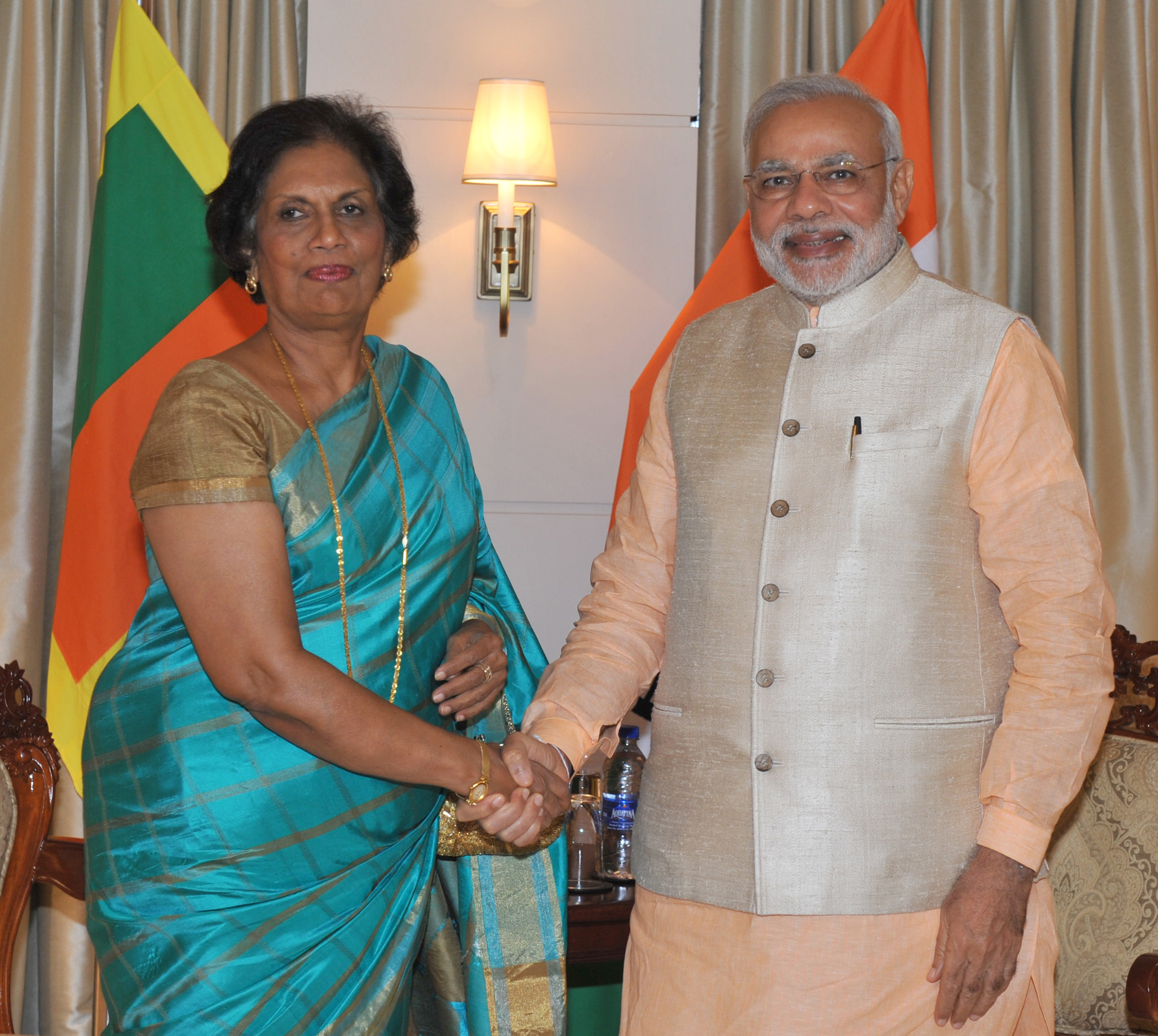
La présidente Chandrika Kumaratunga avec le Premier ministre indien Narendra Modi en 2015.

Chandrika Bandaranaike Kumaratunga est une politicienne sri-lankaise qui a été le 5e président du Sri Lanka du 12 novembre 1994 au 19 novembre 2005. Kumaratunga a été la première et la seule femme présidente du pays à ce jour et la deuxième femme Premier ministre du pays. Sa mère, Sirimavo Bandaranaike, a été la première femme Premier ministre du pays et la première femme élue chef d'État au monde. Avant leurs deux mandats, le père de Kumaratunga, SWRD Bandaranaike, avait également été Premier ministre, jusqu'à son assassinat en 1959 aux mains d'un moine bouddhiste voyou.
En 1978, elle épouse Vijaya Kumaratunga (en), l'une des icônes les plus populaires de tout le cinéma sri-lankais. Vijaya a fondé un parti politique connu sous le nom de Sri Lanka Mahajana Pakshaya (en), qu'il a dirigé jusqu'à ce qu'il soit lui-même assassiné (en) en 1988 par des insurgés communistes (en) lors de l'insurrection communiste du Janatha Vimukthi Peramuna (en). Le couple a eu 2 enfants ensemble.
Au cours de son mandat de présidente, Kumaratunga a dirigé le Parti de la liberté du Sri Lanka, fondé par son père. Alors qu'elle faisait campagne pour son premier mandat, son adversaire, Gamini Dissanayake, a été assassinée par les Tigres de libération de l'Îlam tamoul. Le parti de Dissanayake, le Parti national uni (l'autre des deux principaux partis politiques du Sri Lanka), a convaincu sa femme Srima Dissanayake (en) de se présenter à sa place. Chandrika a remporté l'élection présidentielle avec 62,28% des voix. Devenue la première femme présidente du Sri Lanka, elle a nommé sa mère pour lui succéder au poste de Premier ministre. C'était le troisième mandat de sa mère en tant que Premier ministre.
La présidence de Kumaratunga a été définie par de grandes réformes économiques et la privatisation de nombreuses sociétés d'État, augmentant la reconnaissance et l'acceptation du Sri Lanka sur la scène internationale avec son ministre des Affaires étrangères nommé Lakshman Kadirgamar, et des mesures de conciliation envers les séparatistes Tigres tamouls (LTTE) dans une tentative de mettre fin à la guerre civile en cours. Elle a été la première présidente cinghalaise à être disposée à écouter et à résoudre les problèmes rencontrés par la communauté minoritaire tamoule.

### Tigres de libération de l'Îlam tamoul
Les Tigres de libération de l'Îlam tamoul (LTTE) étaient une organisation séparatiste militante tamoule basée dans le nord-est du Sri Lanka. Les LTTE se sont battus pour créer un État tamoul indépendant, qu'ils ont appelé Îlam tamoul, dans le nord-est de l'île où résidaient la majorité des tamouls. Ils ont cité la discrimination continue et la persécution violente (en) contre les tamouls sri-lankais par le gouvernement sri-lankais (en) dominé par les cingalais comme motif.
Fondé en mai 1976 par Velupillai Prabhakaran, le LTTE a été impliqué dans des affrontements armés contre le gouvernement sri-lankais et ses forces armées. Commençant initialement comme une force de guérilla, le LTTE en est venu à ressembler de plus en plus à celui d'une force de combat conventionnelle avec une aile militaire bien développée qui comprenait une marine, une unité aéroportée, une aile du renseignement et une unité spécialisée dans les attentats-suicides. Le LTTE a popularisé et perfectionné l'utilisation d'un gilet suicide comme arme, une tactique maintenant utilisée par de nombreuses organisations militantes actuelles.
Au cours des années pendant et depuis la guerre civile, de nombreux pays ont reconnu le LTTE comme une organisation terroriste. Les nations qui ont désigné le LTTE comme groupe terroriste sont : l'Union européenne, le Canada, l'Inde, la Malaisie, le Sri Lanka, le Royaume-Uni et les États-Unis.
Le 18 décembre 1999, le LTTE a envoyé une femme kamikaze non identifiée pour cibler et assassiner la présidente Kumaratunga. Cette tentative a finalement échoué, bien qu'elle ait blessé plus de 105 personnes et tué 34 autres.*

## Attaque
Le 18 décembre 1999, la présidente Kumaratunga faisait campagne pour son second mandat lors de l'élection présidentielle de 1999. À peine deux jours avant le jour des élections, à la sortie de son dernier rassemblement électoral à l'hôtel de ville de Colombo, la capitale du pays, elle a été prise dans un attentat à la bombe prévu par les Tigres de libération de l'Îlam tamoul. L'organisation terroriste avait envoyé une femme kamikaze non identifiée, qui a tenté de sauter par-dessus une barricade. Plusieurs agents de sécurité du président ont retenu la femme qui a ensuite fait exploser une bombe qu'elle avait attachée à son corps alors que le président se dirigeait vers son véhicule. Les caméras tournaient alors que l'explosion orange vif aveuglait de nombreuses personnes à proximité. La présidente a été retrouvée accroupie sur le trottoir avec du sang coulant de ses yeux. Un éclat d'obus avait pénétré dans l'arête de son nez, endommageant son nerf optique. Une autre balle s'est logée dans son cou et un troisième projectile est venu à moins d'un centimètre de son cerveau. Les gens l'ont rapidement encerclée pour tenter de l'éloigner, alors qu'elle dirigeait encore des opérations pour mettre les civils en sécurité.
Kumaratunga a survécu, mais a définitivement perdu la vision de son œil droit à cause des éclats d'obus qui ont endommagé son nerf optique. À ce jour, Kumaratunga porte un œil de verre. 34 autres personnes ont été tuées dans l'explosion, et plus de 105 autres ont été blessées. Parmi les morts figuraient le kamikaze, plusieurs gardes de sécurité de Kumaratunga, le policier le plus haut gradé du Sri Lanka, TN De Silva, trois membres du parlement (en) et le chauffeur de Kumaratunga. Plusieurs journalistes étrangers, dont une équipe de télévision japonaise et un photographe de Reuters figuraient parmi les blessés.

## Conséquences
Peu de temps après l'explosion, une autre bombe a explosé lors d'un rassemblement du principal parti d'opposition Parti national uni à Ja-Ela (en), une banlieue de Colombo, tuant 12 autres personnes, dont l'ancien général de division (en) Lucky Algama (en), et blessant plus de 70 personnes. Le kamikaze pour cet incident a été identifié plus tard comme étant Skandaraja Ashoka, travaillant pour les Tigres de libération de l'Îlam tamoul.
Des centaines de soldats ont été déployés dans les rues de Colombo et le ministère sri-lankais de la Défense (en) a annoncé un couvre-feu indéfini dans la capitale et les quartiers environnants comme Gampaha à la suite des attaques. La police et l'armée ont bouclé la zone autour du site et la route menant à un hôpital privé où Kumaratunga a été emmené.
Pendant son séjour à l'hôpital, Kumaratunga craignait que les gens n'exercent des représailles contre les minorités tamoules. Elle a exhorté sa secrétaire à faire savoir au public qu'elle allait bien et à leur dire ce qui suit : "Je sais que lorsque les gens sont excités et veulent de la violence, lorsqu'ils vont dans un lieu de culte, ils deviennent calmes. J'ai dit : "Dites-leur que ma seule demande est que premièrement ils restent calmes et n'essayent de faire du mal à personne, et deuxièmement qu'ils devraient tous aller dans leurs lieux de culte et prier pour moi." Il n'y a pas eu d'émeute violente.
L'adversaire de Kumaratunga aux élections, Ranil Wickremesinghe, devait s'adresser au dernier rassemblement de l'UNP à Colombo le lendemain, mais ne s'est présenté que brièvement pour remercier la foule et est parti.
Alors que la femme kamikaze non identifiée a péri dans l'explosion de la bombe, d'autres ont été arrêtées pour avoir aidé et encouragé l'acte. Velayutham Varatharajah et Chandra Ragupathy ont tous deux été accusés de 30 ans de prison. En 2021, le président Ranil Wickremesinghe a gracié les deux, tout en graciant un total de huit prisonniers tamouls. Ces prisonniers ont tous été arrêtés en vertu de la loi sri-lankaise sur la prévention du terrorisme (en). En vertu de l'article 34 de la Constitution du Sri Lanka, le président a le pouvoir d'accorder l'amnistie à une personne condamnée par un tribunal du Sri Lanka. Le président Wickremesinghe a obtenu le consentement de la présidente Kumaratunga avant de procéder aux grâces.